# Seneca (Carolina del Sur)
Seneca es una ciudad ubicada en el condado de Oconee, Carolina del Sur, Estados Unidos. Según el censo de 2020, tiene una población de 8850 habitantes.

## Geografía
La ciudad está ubicada en las coordenadas 34°40′52″N 82°57′56″O / 34.68111, -82.96556 (34.681059, -82.965604). Según la Oficina del Censo, la ciudad tiene un área total de 21,37 km², de la cual 21,23 km² es tierra y 0,14 km² es agua.

## Demografía
En el 2000, los ingresos promedio de los hogares eran de $32.643 y los ingresos promedio de las familias eran de $44.487. Los ingresos per cápita para la localidad era de $18.498. Los hombres tenían un ingreso per cápita de $31.381 contra $21.472 para las mujeres. Alrededor del 15.60% de la población estaba bajo el umbral de pobreza nacional. 
Según la estimación 2015-2019 de la Oficina del Censo, los ingresos promedio de los hogares son de $41.017 y los ingresos promedio de las familias son de $56.658. Los ingresos per cápita para la localidad en los pasados doce meses, medidos en dólares de 2019, son de $27.327. Alrededor del 16.5% de la población está bajo el umbral de pobreza nacional.
Según el censo de 2020, el 64.19% de los habitantes son blancos y el 24.54% son afroamericanos.

### Localidades adyacentes
El siguiente diagrama muestra a las localidades en un radio de 16 kilómetros (9,9 mi) de Seneca.